# حارة جسار (همدان)

تعديل مصدري - تعديل

حارة جسار هي إحدى قرى عزلة ربع همدان بمديرية همدان التابعة لمحافظة صنعاء، بلغ تعداد سكانها 379 نسمة حسب تعداد اليمن لعام 2004.